# Уззел, Джанин
Джанин Юззелл — главный операционный директор Фонда Викимедиа. Она работает над развитием деятельности организации в соответствии с её растущими потребностями и целями.

## Биография
Родом из Ньюарка, штат Нью-Джерси, США, Джанин присоединилась к Фонду Викимедиа в начале 2019 года. До прихода в Фонд Викимедиа, она руководила отделом «Женщины в технологии» в компании «General Electric» (GE). Она также работала с руководителями глобальных компаний «General Electric», чтобы развивать корпоративную культуру среди 300 000 сотрудников, что привело к увеличению числа женщин на технических должностях. До этого она была глобальным директором по внешним связям и технологических программ компании, а до этого она пять лет проработала директором программ здравоохранения в компании «GE Africa», в Аккре, Гана. Она также работала директором глобальных программ здравоохранения, директором программ медицинского обслуживания по вопросам неравенства и директором отдела обслуживания в «General Electric».
У Джанин почти двадцатилетний опыт разработки и использования технологий для воздействия на глобальные результаты. За время работы в GE она руководила многочисленными инициативами, что привело к многочисленным изменениям в корпоративной культуре, новым бизнес-моделям и продуктам, а также к росту удовлетворенности.
Джанин имеет степень бакалавра в области машиностроения в Сельскохозяйственном и техническом государственном университете Северной Каролины и степень магистра делового администрирования в области международного бизнеса в Университете Фэрли Дикинсона. Она является членом правления Международного института по вопросам публичной политики в отношении темнокожих женщин и консультирует «National Believers in Business Collegiate Organization».
В свободное время Джанин любит ухаживать за лошадьми, проводить время со своими 11 племянницами и племянниками и заниматься тяжёлой атлетикой. Она живёт между Сан-Франциско и Вашингтоном, округ Колумбия.